# Braulio Sáez Garcia
Braulio Sáez Garcia OCD (ur. 23 marca 1942 w Quintanaloranco) – hiszpański duchowny rzymskokatolicki pracujący w Boliwii, w latach 2003–2018 biskup pomocniczy Santa Cruz de la Sierra.

## Życiorys
Wstąpił do nowicjatu karmelitów bosych i w tymże zgromadzeniu 28 marca 1966 złożył śluby wieczyste, zaś 25 marca 1968 przyjął święcenia kapłańskie. Pracował m.in. jako delegat prowincjalny na terenie Urugwaju, a następnie w Boliwii.
18 lutego 1987 został mianowany biskupem pomocniczym Oruro oraz biskupem tytularnym Tacapae. Sakry biskupiej udzielił mu 13 maja 1987 ówczesny biskup Oruro, Julio Terrazas Sandoval. 7 listopada 1991 został mianowany następcą bp. Terrazasa na stolicy biskupiej.
11 września 2003 papież Jan Paweł II przyjął jego rezygnację z funkcji biskupa Oruro i mianował go biskupem pomocniczym Santa Cruz de la Sierra ze stolicą tytularną Rhasus. 12 kwietnia 2018 papież Franciszek ze względu na osiągnięty wiek emerytalny zwolnił go z tej funkcji.